# Plošina (Wysoki Jesionik)
Plošina (również Pytlácké kameny ; historyczna nazwa niem. Machold Platte) – szczyt (góra) o wysokości 1027 m n.p.m. (podawana jest też wysokość 1015 m n.p.m. , 1015,3 m n.p.m. , 1016 m n.p.m. , 1016,2 m n.p.m.  lub 1017 m n.p.m. ), będący grupą skalną w paśmie górskim Wysokiego Jesionika (cz. Hrubý Jeseník), w północno-wschodnich Czechach, w Sudetach Wschodnich, na Śląsku, w obrębie gminy Ludvíkov, blisko osady Bílý Potok, oddalony o około 7,5 km na północny wschód od szczytu góry Pradziad (cz. Praděd). Jest jednym z niższych tzw. tysięczników (szczytów o wysokości ponad 1000 m n.p.m.), bowiem wysokość jego tylko nieznacznie przekracza tę wielkość. Rozległość góry (powierzchnia stoków) szacowana jest na około 3,6 km², a średnie nachylenie wszystkich stoków wynosi około 16°.

## Charakterystyka

### Lokalizacja
Góra Plošina położona jest w północno-wschodnim rejonie całego pasma Wysokiego Jesionika, leżąca w części Wysokiego Jesionika, w centralnym obszarze (mikroregionu) o nazwie Masyw Orlíka (cz. Medvědská hornatina) na ramieniu bocznym grzbietu góry Žárový vrch, ciągnącym się od przełęczy Kóta do góry Zámecká hora, w ciągu szczytów (Lyra–J → Lyra → Žárový vrch → Žárový vrch–SV → Plošina → Zámecká hora). Charakterystyczną cechą góry są liczne skaliska i grupy skalne rozsiane na wszystkich stokach. Jest górą bardzo trudno rozpoznawalną, o słabo wyeksponowanej kopule szczytowej, a ponadto można ją pomylić z sąsiednią górą Žárový vrch oraz jej szczytami drugorzędnymi. Niewidoczna jest z przebiegających blisko niej dróg nr 451 Nové Heřminovy – Vidly oraz nr 445 Zlaté Hory – Šternberk (z dróg tych można dostrzec jedynie część niższych partii jej stoków). Również z jej pobliskich szczytów jest praktycznie niewidoczna z uwagi na zalesienie. Jest szczytem praktycznie trudno rozpoznawalnym i słabo widocznym m.in. z drogi okalającej połać szczytową góry Pradziad (szczyt widoczny na lewo poniżej linii patrzenia w kierunku szczytu Žárový vrch), a z innego charakterystycznego punktu widokowego – z drogi okalającej szczyt góry Dlouhé stráně – niewidoczny, bo przysłonięty górą Pradziad.
Górę ograniczają: od zachodu mało wybitna przełęcz o wysokości 1003 m n.p.m. w kierunku szczytu Žárový vrch–SV, od północy dolina potoku Środkowa Opawa (cz. Střední Opava), od północnego wschodu przełęcz Sedlo pod Zámeckou horou o wysokości 786 m n.p.m., od południowego wschodu dolina potoku Biała Opawa (cz. Bílá Opava) oraz od południa krótki, nienazwany potok będący dopływem potoku Biała Opawa. W otoczeniu góry znajdują się następujące szczyty: od zachodu Žárový vrch–SV, od północnego zachodu Zadní plošina, Skály (1), Jelení kameny i Javůrka, od północy Pytlák–JZ, od północnego wschodu Pytlák, Solná, Výří kameny i Zámecká hora, od południowego wschodu Pod Vysokou, Vysoká hora i Brantloch, od południa Na vyhlídce (2) oraz od południowego zachodu Žárový vrch.

### Stoki

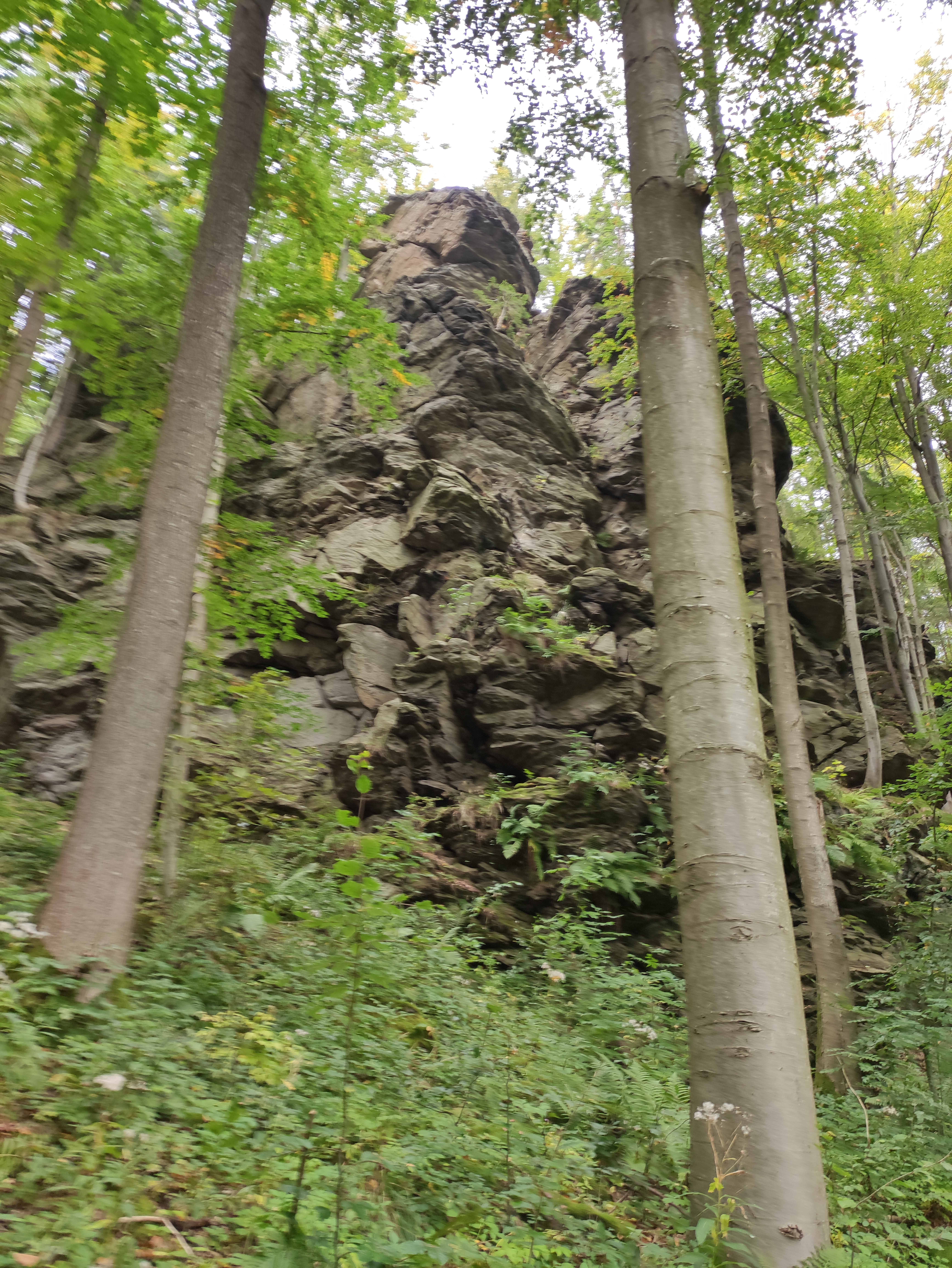
Jedna z wież skalnych w miejscu o nazwie Ludvíkovské skalní město (2021 rok)

W obrębie góry można wyróżnić trzy następujące zasadnicze stoki:
- północny
- wschodni
- południowo-wschodni o nazwie Centův kopec

Występują tu wszystkie typy zalesienia: bór świerkowy, las mieszany oraz las liściasty, przy czym dominuje zalesienie gęstym borem świerkowym. Na wszystkich stokach poza borem świerkowym występują obszary lasu mieszanego oraz również znaczne połacie gęstego lasu liściastego (szczególnie na stoku południowo-wschodnim), a u podnóża stoku południowo-wschodniego przy miejscowości Ludvíkov pojawiają się nawet łąki. Na niemalże wszystkich stokach występują znaczne polany, szczególnie na stokach wschodnim i południowo-wschodnim. U podnóża stoku wschodniego w miejscu określonym jako (cz. Ludvíkovské skalní město lub Skály v Ludvíkově) występują cztery wieże skalne o nazwach (K1, K2, K3 i K4), na których wytyczono trasy do wspinaczki skałkowej. Góra najeżona jest licznymi pojedynczymi skaliskami i grupami skalnymi występującymi na wszystkich stokach, a ponadto na stokach wschodnim i północnym występuje kilkusetmetrowy obszar głazowisk. U podnóża stoku północnego, w pobliżu drogi nr 451 przebiega napowietrzna linia przesyłowa prądu o napięciu 22 kV, doprowadzająca go do osady Vidly.
Stoki mają stosunkowo jednolite i zróżnicowane nachylenia. Średnie nachylenie stoków waha się bowiem od 12° (stok południowo-wschodni) do 22° (stok północny). Średnie nachylenie wszystkich stoków góry (średnia ważona nachyleń stoków) wynosi około 16°. Maksymalne średnie nachylenie stoku wschodniego przy grupie skalnej Ludvíkovské skalní město, blisko wieży skalnej K2, na wysokościach około 660 m n.p.m., na odcinku 50 m nie przekracza 35°. Stoki pokryte są siecią licznych dróg (m.in. Chladná cesta, Čtvertková cesta,  Do Brantlochu, Šestková cesta czy Zámecká cesta) oraz na ogół nieoznakowanych ścieżek i duktów. Przemierzając je zaleca się korzystanie ze szczegółowych map, z uwagi na zawiłości ich przebiegu, zalesienie oraz zorientowanie w terenie.  

### Szczyt

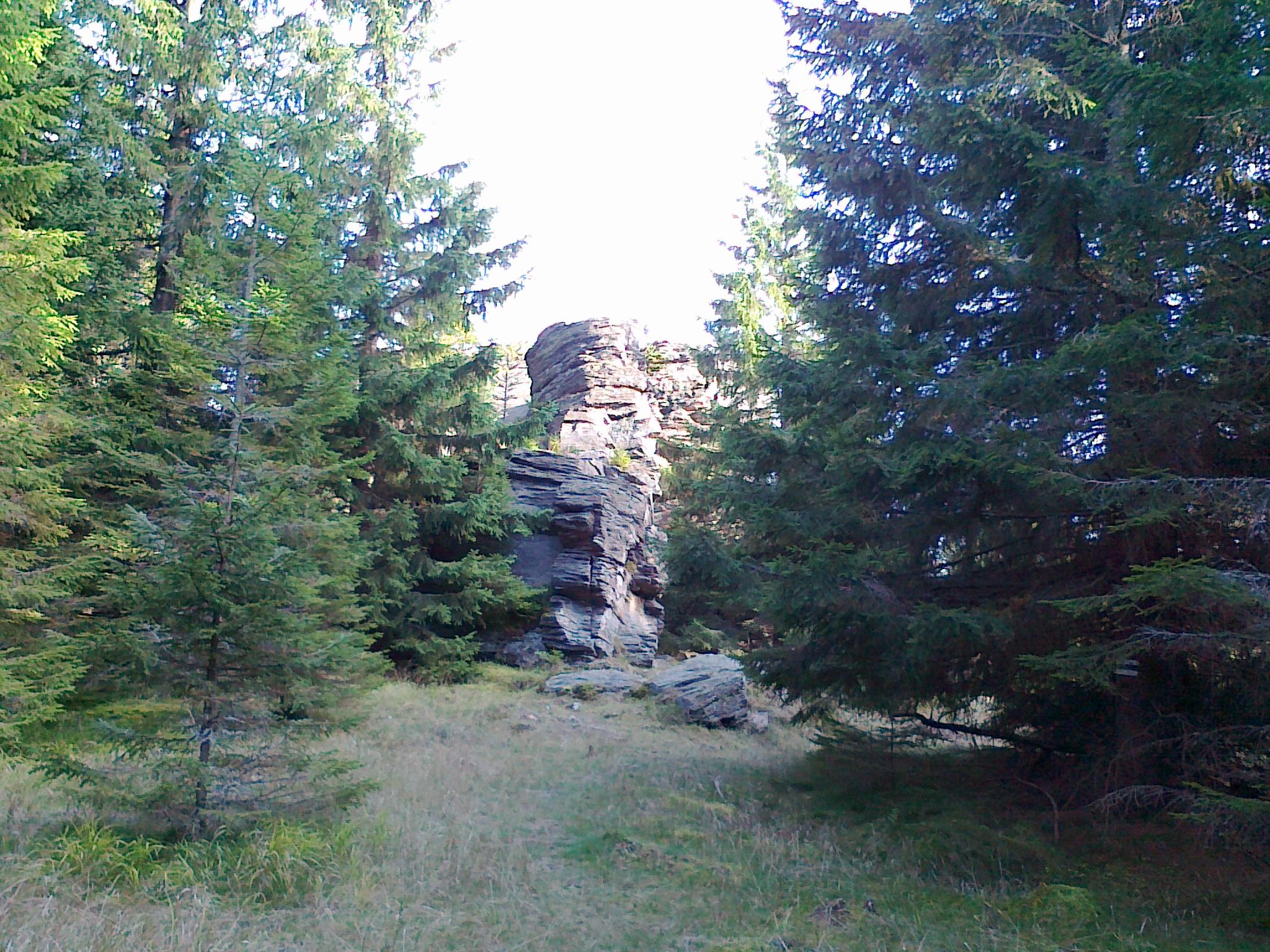
Połać szczytowa góry Plošina (2018 rok)

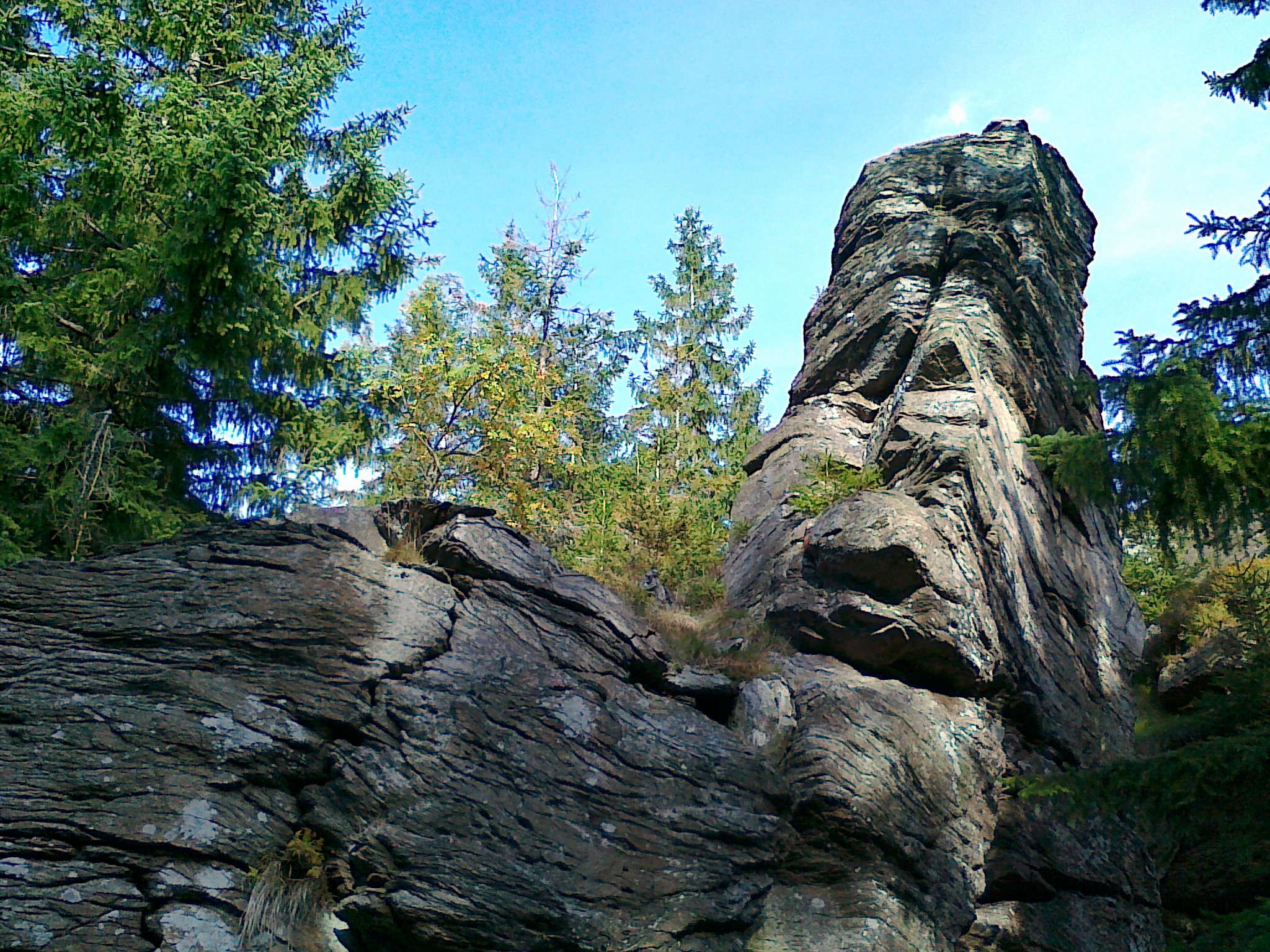
Skalisko szczytowe góry Plošina (2018 rok)

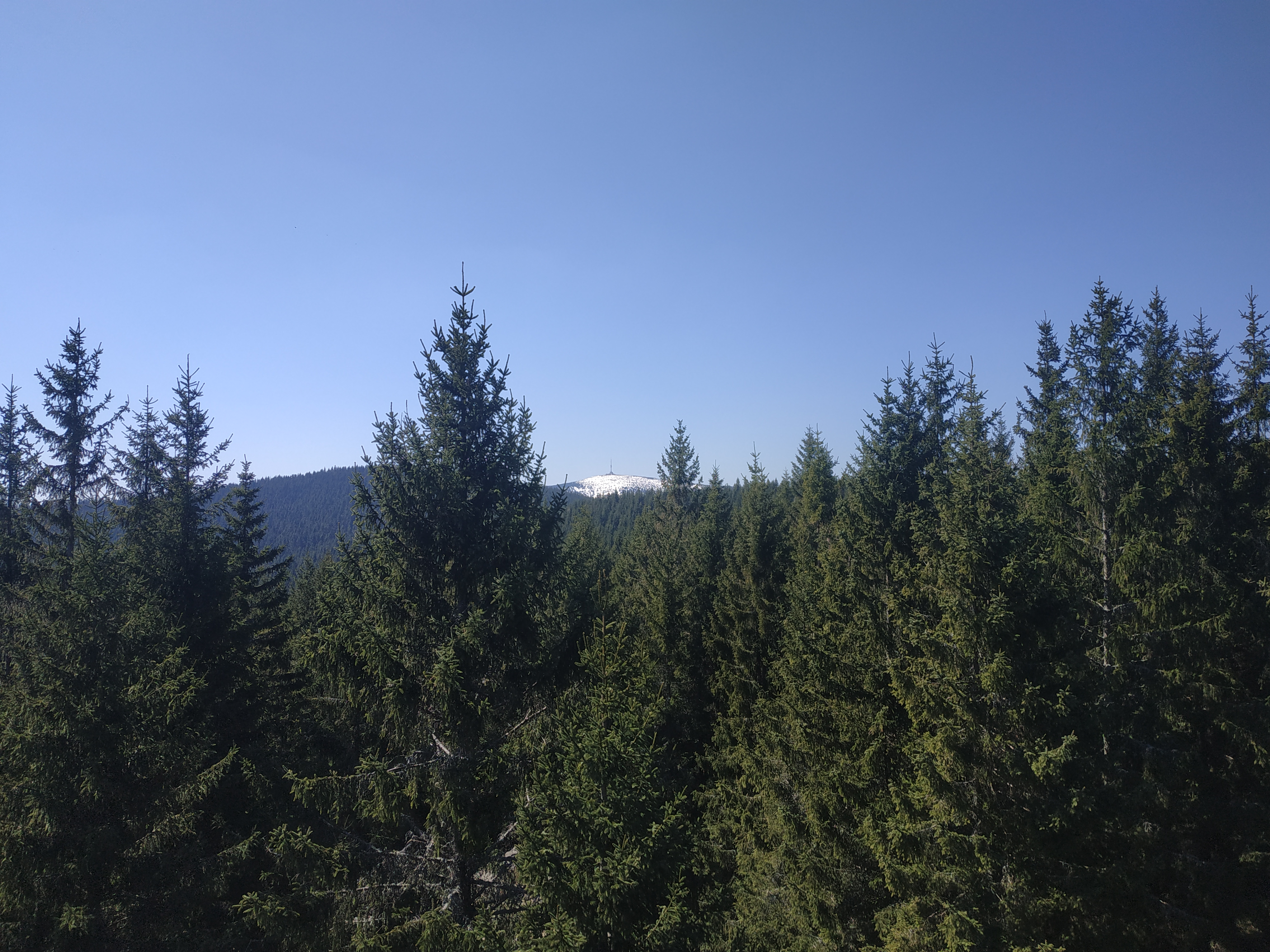
Widok ze skalisk szczytowych góry Plošina w kierunku szczytów gór Žárový vrch i Pradziad (2020 rok)

Plošina jest górą o pojedynczym szczycie. Na szczyt nie prowadzi żaden znakowany szlak turystyczny. Przez połać szczytową przebiega grzbietowa ścieżka główna do szczytów Žárový vrch–SV i Žárový vrch oraz dalej do przełęczy w kierunku szczytu Lyra, oznakowana dwoma poziomymi białymi paskami. Szczyt góry jest rozległą grupą skalną o przybliżonych wymiarach poziomych (90 × 60) m, otoczoną borem świerkowym oraz pokrytą wokół trawą wysokogórską. Skalisko szczytowe praktycznie jest trudno dostępne. Połać szczytowa z uwagi na zalesienie nie jest punktem widokowym, chociaż ze skalisk szczytowych można dostrzec szczyty gór Žárový vrch i Pradziad. Na połaci szczytowej znajduje się punkt geodezyjny, oznaczony na mapach geodezyjnych numerem (15.), o wysokości 1015,31 m n.p.m. oraz współrzędnych geograficznych (50°06′58,64″N 17°19′23,13″E/50,116289 17,323092), oddalony o około 80 m na północny zachód od szczytu. Państwowy urząd geodezyjny o nazwie (cz. Český úřad zeměměřický a katastrální (CÚZK)) w Pradze podaje jako najwyższy punkt góry – szczyt – o wysokości 1026,7 m n.p.m. i współrzędnych geograficznych (50°06′56,6″N 17°19′25,6″E/50,115722 17,323778). 
Dojście do połaci szczytowej następuje z zielonego szlaku rowerowego  (droga Zámecká cesta), od którego biegnie do przełęczy ze szczytem Žárový vrch–SV kilka przecinek stokowych o długościach nieco ponad 500 m. Po przejściu jednej nich należy skręcić w lewo i podążając dalej grzbietową ścieżką główną dojść po około 100 m do skaliska szczytowego. Możliwe są dojścia alternatywne (m.in. z przełęczy i skrzyżowania turystycznego o nazwie Sedlová bouda, skąd biegnie przez szczyt góry Žárový vrch oznakowana grzbietowa ścieżka główna, ale trzeba się liczyć z przejściem po drodze przez liczne skaliska czy też inne znacznie trudniejsze dojście z przełęczy Sedlo pod Zámeckou horou i skrzyżowania turystycznego Zámecká hora (sedlo)).

### Geologia
Pod względem geologicznym masyw góry Plošina należy do jednostki określanej jako kopuła Desny i zbudowany jest ze skał metamorficznych, głównie blasto-mylonitów (muskowitów, biotytów, chlorytów) oraz skał magmowych, głównie meta-granitoidów.

### Wody
Grzbiet główny (grzebień) góry Pradziad, biegnący od przełęczy Skřítek do przełęczy Červenohorské sedlo oraz dalej do przełęczy Ramzovskiej (cz. Ramzovské sedlo) jest częścią granicy Wielkiego Europejskiego Działu Wodnego, dzielącej zlewiska Morza Bałtyckiego i Morza Czarnego . 
Szczyt wraz ze stokami góry Plošina położony jest na północny wschód od tej granicy, należy więc do zlewni Morza Bałtyckiego, do którego płyną wody m.in. z dorzecza rzeki Odry, będącej przedłużeniem płynących z tej części Wysokiego Jesionika górskich potoków (m.in. płynących w pobliżu góry potoków Środkowa Opawa czy Biała Opawa). Ze stoku południowo-wschodniego bierze swój początek krótki, nienazwany potok, będący dopływem wspomnianego wcześniej potoku Biała Opawa. Z uwagi na stosunkowo łagodne nachylenia stoków, w obrębie góry nie występują m.in. wodospady czy kaskady.

## Ochrona przyrody
Cała góra znajduje się w obrębie wydzielonego obszaru objętego ochroną o nazwie Obszar Chronionego Krajobrazu Jesioniki (cz. Chráněná krajinná oblast (CHKO) Jeseníky), a utworzonego w celu ochrony utworów skalnych, ziemnych i roślinnych oraz rzadkich gatunków zwierząt. Na stokach nie utworzono żadnych rezerwatów przyrody lub innych obiektów nazwanych pomnikami przyrody. 
Przez stok wschodni i południowo-wschodni przebiega drogą Čtvertková cesta, wytyczona 29,5 km długości ścieżka dydaktyczna o nazwie (cz. Naučná stezka Muzeum Wide Web) na trasie:
 Malá Morávka – Karlovice (z 17 stanowiskami obserwacyjnymi na trasie)

### Drzewa pamiątkowe
U podnóża stoku wschodniego, w odległości około 1,6 km na południowy wschód od szczytu, na wysokości około 600 m n.p.m., w miejscowości Ludvíkov znajdują się dwa drzewa uznane za pamiątkowe.
| Drzewa pamiątkowe na stoku góry Plošina |                                   |                     |             |            |               |
| Lp.                                     | Drzewo (nazwa)                    | Lokalizacja         | Rok uznania | Wysokość m | Obwód pnia cm |
| 1                                       | Jesion wyniosły (Jasan u zámečku) | blisko drogi nr 445 | 2000        | 32         | 423           |
| 2                                       | Lipa (Lípa u zámečku)             | blisko drogi nr 445 | 2000        | 32         | 475           |

## Turystyka

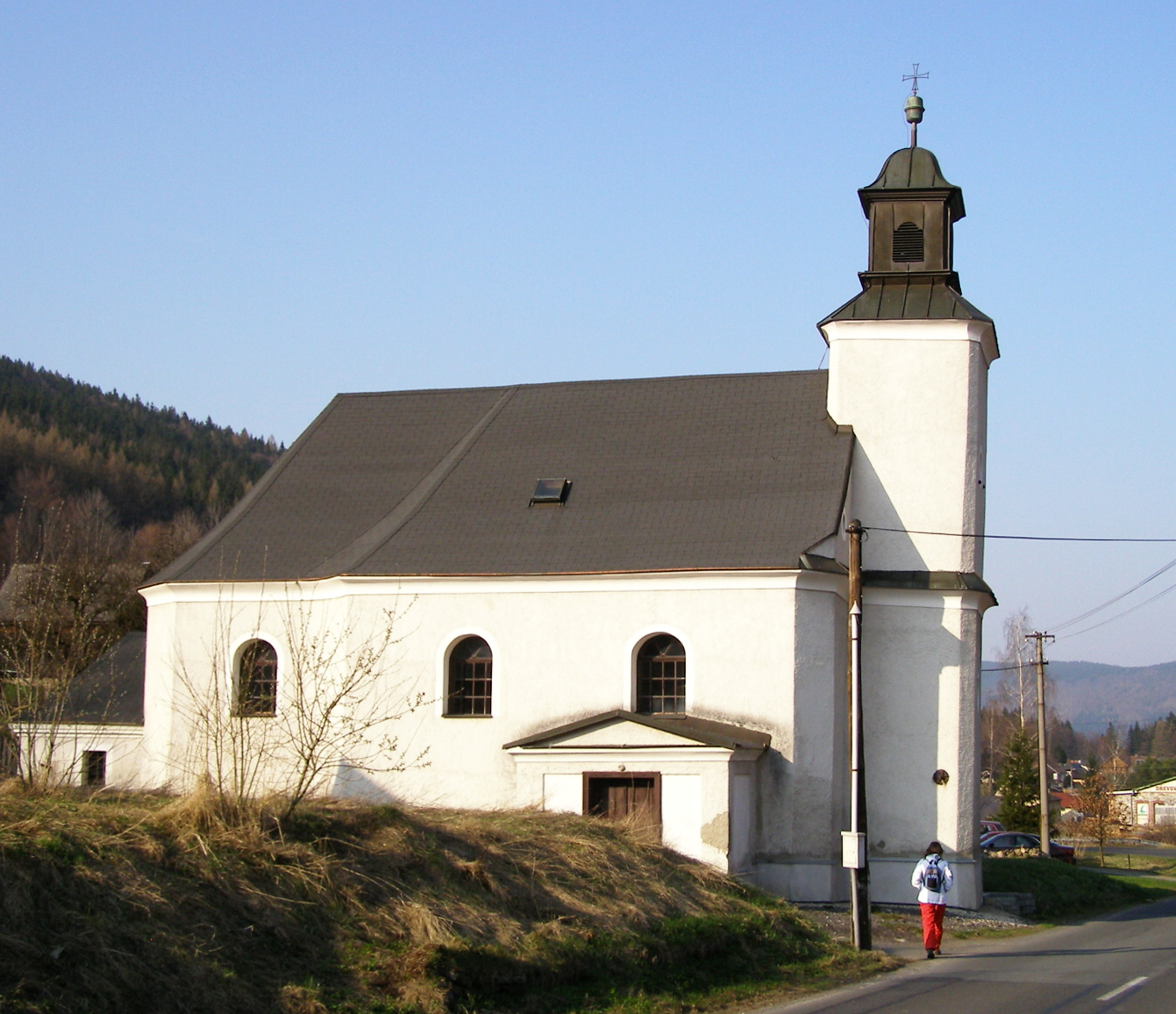
Kościół Nawiedzenia Najświętszej Maryi Panny w miejscowości Ludvíkov u podnóża góry Plošina (2012 rok)

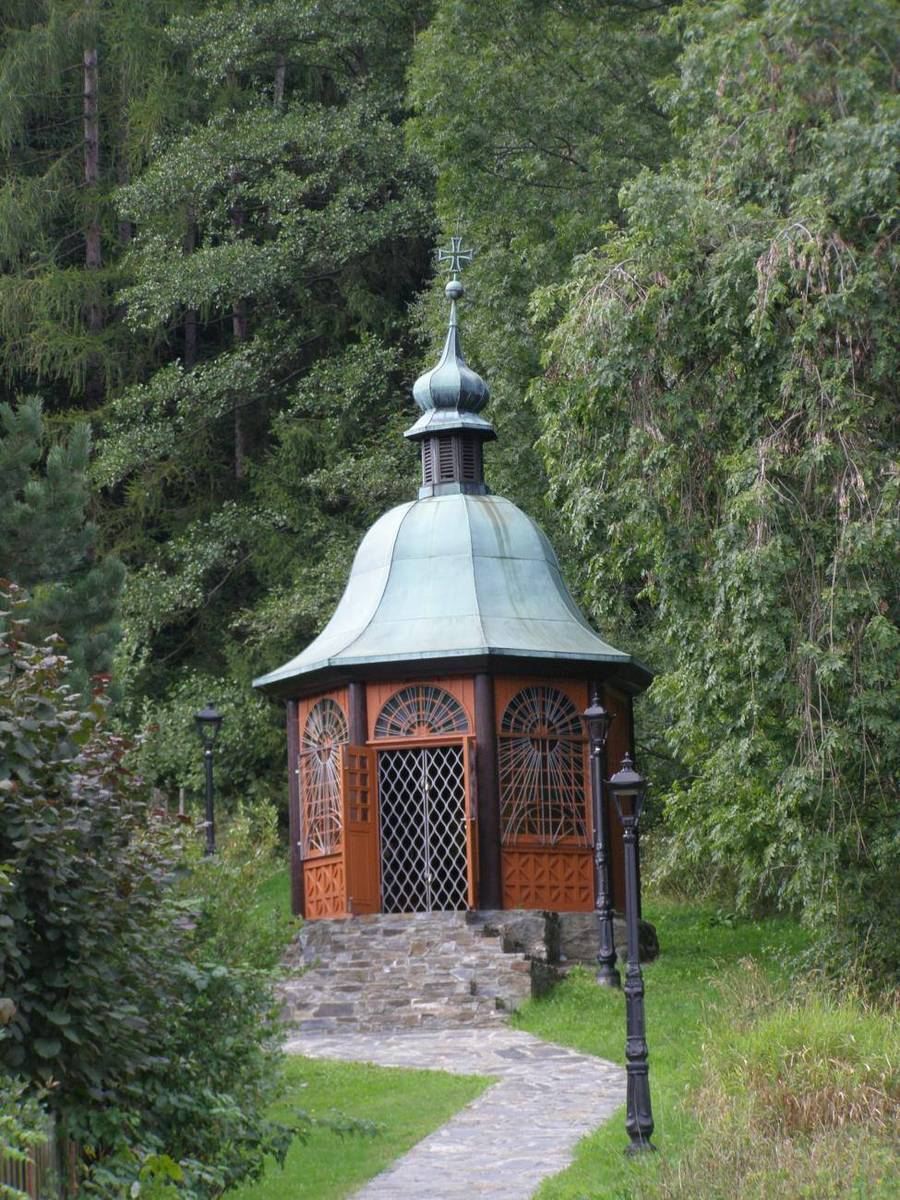
Kaplica ku czci ofiar I i II wojny światowej (2019 rok)

U podnóża stoków wschodniego i południowo-wschodniego góry, w odległości około 1,6 km od szczytu położona jest miejscowość turystyczna Ludvíkov z bazą hoteli i pensjonatów, parkingów oraz przystanków linii autobusowej. W obrębie góry znajduje się tam Hotel Singer oraz pensjonat U Mařenky A Jeníčka. W części tej miejscowości położonej już na stoku góry Plošina znajdują się następujące obiekty o charakterze pielgrzymkowym i turystycznym:
- Kościół Nawiedzenia Najświętszej Maryi Panny (cz. Kostel Navštívení Panny Marie), zabytkowy, późnobarokowy, jednonawowy, zbudowany w latach 1792–1793 z kamienia u podnóża stoku wschodniego[28]
- Kaplica na planie ośmiobocznym, zbudowana ku czci ofiar I i II wojny światowej z miejscowości Ludvíkov, z imiennymi tablicami umieszczonymi wewnątrz[29], zaprojektowana przez artystę Ericha Hürdena. W kaplicy znajduje się rzeźbiony krucyfiks z posągami Matki Bożej i św. Józefa umieszczonymi po bokach oraz okazały żyrandol z figurami aniołów[30][31]

Ponadto jest niespełna 3 km od szczytu w kierunku północno-wschodnim do miejscowości Vrbno pod Pradědem z liczną bazą hoteli i pensjonatów oraz niespełna 5 km od szczytu w kierunku południowo-zachodnim do miejscowości uzdrowiskowej Karlova Studánka. Natomiast do osady Vidly jest od szczytu około 4 km w kierunku południowo-zachodnim ze znajdującym się w niej górskim hotelem Vidly. Warto dodać, że na obszarze góry nie ma żadnych tzw. chat łowieckich.
Kluczowym punktem turystycznym jest oddalone o około 2,6 km na północny wschód od szczytu skrzyżowanie turystyczne (cz. Pod Zámeckou horou) z podaną na tablicy informacyjnej wysokością 594 m, przez które przechodzi szlak spacerowy, jeden ze szlaków rowerowych, ścieżka dydaktyczna i trasy narciarstwa biegowego.

### Szlaki turystyczne i rowerowe
Góra Plošina jest miejscem na którym Klub Czeskich Turystów (cz. Klub Českých Turistů) nie zdecydował się na wytyczenie jakiegokolwiek szlaku turystycznego. Przez stok wschodni przechodzi fragmentarycznie szlak spacerowy na trasie:
 Vrbno pod Pradědem (ACT) – góra Zámecká hora – przełęcz Sedlo pod Zámeckou horou – szczyt Zámecká hora – Pod Zámeckou horou
Przez stok północny oraz u podnóża góry drogami nr 445 i 451 poprowadzono trzy szlaki rowerowe na trasach:
 Vrbno pod Pradědem – góra Zámecká hora – góra Plošina – góra Žárový vrch–SV – góra Žárový vrch – góra Lyra – góra Lyra–J – przełęcz Kóta
 (nr 553) Drakov – Vrbno pod Pradědem – Ludvíkov – Karlova Studánka – przełęcz Hvězda – Malá Morávka – Dolní Moravice – góra Harrachovský kopec – Rýmařov
 (nr 6029) Valšov – Bruntál – Rudná pod Pradědem – Suchá Rudná – przełęcz Hvězda – Karlova Studánka – przełęcz Kóta – Vidly – Vrbno pod Pradědem

### Trasy narciarskie
W okresach ośnieżenia można skorzystać z wytyczonych przez górę wzdłuż zielonego szlaku rowerowego  i ścieżki dydaktycznej tras narciarstwa biegowego:
 Karlova Studánka – Skalnatý vrch – góra Lyra – góra Žárový vrch – góra Plošina – góra Zámecká hora – Vrbno pod Pradědem
W obrębie góry nie poprowadzono żadnej trasy narciarstwa zjazdowego.